# 張本智和
張本 智和（はりもと ともかず、2003年6月27日 - ）は、日本の男子卓球選手。身長178cm、体重77kg、靴のサイズ28cm。
ITTF世界ランキング最高位は2位。
段級位は8段。
血液型はO型。
Tリーグは木下マイスター東京、琉球アスティーダを経て、2025年岡山リベッツに加入。
トヨタ自動車所属。
2017年にITTFワールドツアー男子シングルスを世界史上最年少の14歳61日で優勝した。また2018年のITTFワールドツアーグランドファイナル男子シングルスでも世界史上最年少となる15歳172日での優勝を果たした。

## 人物
宮城県仙台市生まれ。両親は中国四川省出身の卓球選手で、父は男子ジュニア日本代表コーチの張本宇、母は1995年の天津市で行われた第43回世界卓球選手権の元代表選手の張凌（チャン・リン）である。
2005年（平成17年）、2歳でラケットを握り、仙台市立東宮城野小学校、東京都北区立稲付中学校を卒業し、日本大学高等学校を卒業。2022年4月、早稲田大学人間科学部（通信教育課程）人間環境科学科に進学。同時に木下グループとの契約を満了しマネジメント契約をしていたIMGへ所属となった。2023年4月に所属先を智和企画に変更した。5歳下の妹・張本美和も卓球選手である。
2010年（平成22年）、小学一年生の時に全日本卓球選手権大会（バンビの部）で優勝し、バンビ・カブ・ホープスで無敗の6連覇を達成して以降世代別で優勝した。
2014年（平成26年）春に、父の張宇（チャン・ユー）、妹の張美和（チャン・メイフーア ）とともに日本国籍を取得して帰化し、張姓から張本姓になった（母の張凌は中国国籍のまま）。
2015年（平成27年）、フランスで開催された世界ジュニア選手権に男子で日本史上最年少となる小学6年で代表に選出されたが、パリ同時多発テロの影響で派遣中止となったため出場できなかった。
2016年（平成28年）4月にJOCエリートアカデミーに入校し、12歳で臨んだ6月のITTFワールドツアー・ジャパンオープン荻村杯（U-21）で当時世界ランキング28位の何鈞傑（ホー・クァンキ/香港）、同62位のウーゴ・カルデラノ（ブラジル）ら格上の選手を次々と破り、U21種目の世界史上最年少優勝を達成。190位だった世界ランキングをひと月で63位へと急上昇させた。10月にはJSCから2020年東京五輪に向けた若手強化選手として卓球界から平野美宇と共に選出された。12月に南アフリカ開催の世界ジュニア卓球選手権で団体とシングルスで金メダルを獲得し、ダブルスでは龍崎東寅とのペアで銀メダルを獲得した。世界ジュニアのシングルスでは大会史上世界最年少13歳163日での優勝だった。
2017年（平成29年）2月、ITTFワールドツアー・インドオープンの準々決勝でロベルト・ガルドシュ（オーストリア）、準決勝で地元のカマル・アチャンタ（インド）を破り、決勝でドミトリ・オフチャロフ（ドイツ）にストレート負けてワールドツアー世界史上最年少での決勝進出は果たしたものの優勝はお預けとなった。5月開催の第54回世界卓球選手権個人戦に推薦枠で、男女通じて日本史上最年少の13歳6ヶ月で世界選手権代表に選出され、「夢にも思わなかった」と語っている。5月30日に木下グループと契約を発表する。
第54回世界卓球選手権個人戦は2回戦でリオデジャネイロオリンピック銅メダリストで当時世界ランキング6位の水谷隼を破り3回戦に進む。4回戦はリュボミル・ピシュテイ（スロバキア）を破り準々決勝に進出した。世界選手権に於ける13歳でのベスト8入りは世界史上初である。6月にITTFワールドツアー・中国オープンのシングルスで当時世界ランキング12位のブラディミル・サムソノフ（ベラルーシ）、同9位の丹羽孝希らを破り準決勝へ進出し、準決勝で元世界ランキング1位で当時8位のティモ・ボル（ドイツ）に敗れたものの3位となる。木造勇人と組んだダブルスは準決勝で第54回世界卓球選手権個人戦の金メダルペア樊振東（ファン・ジェンドン/中国）、許昕（シュー・シン/中国）組を破る大金星を挙げるが、決勝で上田仁、吉村真晴組に敗れ準優勝となる。5月・6月の活躍により69位だった世界ランキングをふた月で18位まで上昇させた。同6月にマレーシアでスタートしたプロリーグ「アジア太平洋リーグ」に参戦する。8月のチェコオープンでは当時世界ランク7位のティモ・ボル（ドイツ）らを破り14歳61日で優勝し、男子の于子洋（ユー・ツーヤン/中国）の16歳30日（14年ジャパンOP）、女子では伊藤美誠の14歳152日（15年ドイツOP）だったワールドツアー最年少優勝記録を更新した。
2018年（平成30年）1月に行われた全日本卓球選手権大会の男子シングルス・ジュニアの部において中学2年で初優勝を飾る。このジュニアの部において張本は1セットも失わずに優勝し、同世代を寄せ付けない圧巻のプレーを見せた。男子シングルス一般の部においては、準々決勝で大島祐哉を4-1で破り、続く準決勝においても森薗政崇を4-0と圧倒。決勝では、全日本卓球選手権大会で9回の優勝を誇る水谷隼に4-2で勝利し、男子シングルス・一般の部において、史上最年少記録となる14歳208日で優勝するとともに、それまでの最年少記録17歳226日（水谷隼/2007年/平成19年大会/当時高校2年）を約3歳も更新した。
また、同年2月にイギリスのロンドンで行われたITTF主催のチームワールドカップでは丹羽孝希、上田仁、大島祐哉と共に戦い、決勝で中国に負けたものの、銀メダルを獲得した。この決勝において張本は中国の次世代エースであり世界ランキング1位の樊振東（ファン・ジェンドン/中国）と対戦したが、0-3で敗れている。4月に横浜で開催されたアジアカップでは第1ステージで再び樊振東と対戦し3-1で勝利する金星を挙げ、3試合目の元世界ランキング3位の荘智淵（チュアン・チーユエン/台湾）にも勝利し1位通過したが、準々決勝で前年のアジア選手権シングルス銀メダリストの丁祥恩（ジョン・サンウン/韓国）に敗れ順位決定戦に回ったものの、当時世界ランキング7位の黄鎮廷（ウォン・チュンティン/香港）に4‐0と完勝、9位の丹羽孝希にはフルゲームで勝利し、最終結果の5位に繋げた。この結果、翌5月には世界史上最年少記録となる14歳10カ月での世界ランクトップ10入りを果たす。
同年6月のITTF卓球ジャパン・オープン荻村杯（荻村杯国際卓球選手権大会）にて、準々決勝でリオデジャネイロオリンピックシングルスの金メダリストで当時世界ランク2位の馬龍（マー・ロン/中国）、準決勝で第54回世界卓球選手権個人戦シングルスの銅メダリスト、世界ランク8位の李尚洙（イ・サンス/韓国）、決勝でロンドンオリンピックシングルス金メダル、リオデジャネイロオリンピック銀メダルの張継科（ジャン・ジーク/中国）を下しワールドツアー2度目の優勝を果たした。12月には早くも世界ランキングトップ5入りを達成。これも世界史上最年少記録（15歳5カ月）である。
同12月のITTFワールドツアーグランドファイナルでは準決勝で世界ランキング1位の樊振東（ファン・ジェンドン/中国）を破って勝ち上がってきた世界ランク6位のウーゴ・カルデラノ（ブラジル）を4‐0ストレート、決勝では世界ランク4位の林高遠（リン・ガオユエン/中国）を4‐1で下し、大会史上世界最年少15歳172日という若さで優勝を勝ち獲った。それまでの大会最年少優勝記録であった20歳と13日（2003年大会/王皓/ワン・ハオ/中国）を15年ぶりに一気に約5歳も更新した。この活躍により翌1月には世界ランキングを3位にまで上げ、世界史上最年少（15歳6カ月）でのトップ3入りを記録するとともに、日本男子の過去最高世界ランキング（4位/水谷隼）をも塗り替えた。
2019年（平成31年）3月にJOCエリートアカデミーを修了。同年12月のワールドカップ では準優勝した。
五輪初出場となる2020年東京オリンピック卓球男子シングルスでは3回戦が初戦となり、香港の林兆恒に4－1で勝利した。ただ初戦の日程が試合前日にチームに連絡なく変更されており、ラバーの張り替えができないまま試合に臨むことになり、日本のチームキャプテンを務める宮崎義仁強化本部長は大会組織委員会と国際卓球連盟（ITTF）に抗議を行った。4回戦ではスロベニアのダルコ・ヨルギッチに3-4で敗れ16強に終わった。
2022年4月2日、ドイツ・ブンデスリーガ1部のTTCノイ・ウルムへの加入が発表された。
2024年10月のアジア卓球選手権では、男子シングルスの決勝で中国の林詩棟（リン・シドン）を3-1で下し、金メダルを獲得した。日本勢の同種目の金メダル獲得は長谷川信彦以来、50年ぶりの快挙となった。
2025年3月、4月1日からトヨタ自動車に入社を発表。
同年5月7日に岡山リベッツへの入団を発表した。

## エピソード
- ITTFワールドツアー・ジャパンオープン荻村杯（U-21）で優勝した際に仰け反り雄たけびを上げた様子が荒川静香のイナバウアーの動きに似ていたことから、全日本代表監督の倉嶋洋介が「ハリバウアー」と称した[38]。得点したときに「チョレイ」と叫ぶことから大きな話題を呼んだ。
- 樊振東（ファン・ジェンドン/中国）と水谷隼を尊敬している。水谷には2017年の第54回世界卓球選手権個人戦で2回戦で対戦して勝利した。
- 野球好きを公言しており、故郷の仙台市に本拠地を置く東北楽天ゴールデンイーグルスの田中将大と茂木栄五郎のファンで[39]、2017年9月9日、2019年4月2日の楽天戦で始球式も務めた[40]。
- 同時期に活躍し年も近い将棋棋士の藤井聡太を尊敬している。互いに面識は無かったが、2017年に対談が実現した[41]。
- 小学生時代、自身の小学校に被災地訪問で訪れた福原愛とラリーをした経験がある。

## プレースタイル
正確なバックハンド、天性のボールタッチが特徴、チキータからの試合展開も得意、全日本代表の監督の倉嶋洋介は将来性を認めており「世界王者に育てなければならない選手」と語っている。
レシーブから積極的にフリックやチキータで攻めていくスタイルの為、後陣へ下がることは滅多にない。

## 戦績
2010年
- 全日本卓球選手権大会バンビの部 男子シングルス：優勝

2011年
- 全日本卓球選手権大会バンビの部 男子シングルス：優勝

2012年
- 全日本卓球選手権大会カブの部 男子シングルス：優勝

2013年
- 全日本卓球選手権大会カブの部 男子シングルス：優勝
- 東アジアホープス選手権（団体）：優勝[42]（シングルス）：準優勝[43]

2014年
- 全日本卓球選手権大会ホープスの部 男子シングルス：優勝
- 香港ジュニア&カデットオープン（カデット団体）：優勝[44]
- 全国ホープス卓球大会（団体）：優勝[45]
- 東アジアホープス選手権（シングルス）：準優勝[46]（団体）：3位
- 全日本卓球選手権大会カデットの部 13歳以下男子シングルス：優勝

2015年
- チェコジュニア&カデットオープン（ジュニア団体）：優勝[47]
- サフィール国際オープン（シングルスエリート）：準優勝[48]
- スロバキアジュニアオープン（団体）：準優勝（ダブルス）：準優勝（宇田幸矢ペア）[49]
- ポーランドジュニアオープン（シングルス）：準優勝（ダブルス）：準優勝（宇田幸矢ペア）[50]
- 全日本卓球選手権大会ホープスの部 男子シングルス：優勝
- 東アジアホープス選手権（シングルス）：優勝[51]（団体）：3位
- チャイニーズタイペイジュニア&カデットオープン（ジュニア団体）：準優勝（ジュニアシングルス）：優勝[52]
- 全日本卓球選手権大会カデットの部 13歳以下男子シングルス：優勝

2016年
- 全国ホープス選抜卓球大会（団体）：準優勝[53]
- 全国中学校卓球大会：優勝
- ITTFワールドツアー・ジャパンオープン荻村杯（U-21）：優勝
- アジアジュニア卓球選手権（団体）：優勝（カデットシングルス）：準優勝[54]
- 全日本卓球選手権大会カデットの部 14歳以下男子シングルス：優勝

- 世界ジュニア卓球選手権（団体、シングルス）：優勝（ダブルス）：準優勝（龍崎東寅ペア）

2017年
- ITTFワールドツアー・インドオープン（男子シングルス）：準優勝
- 第23回アジア卓球選手権 男子団体：3位
- ITTFワールドツアー・中国オープン（ダブルス）：準優勝（木造勇人ペア）
- ITTFワールドツアー・チェコオープン（男子シングルス）：優勝
- ITTFワールドツアー・ドイツオープン（ダブルス）：準優勝（木造勇人ペア）

2018年

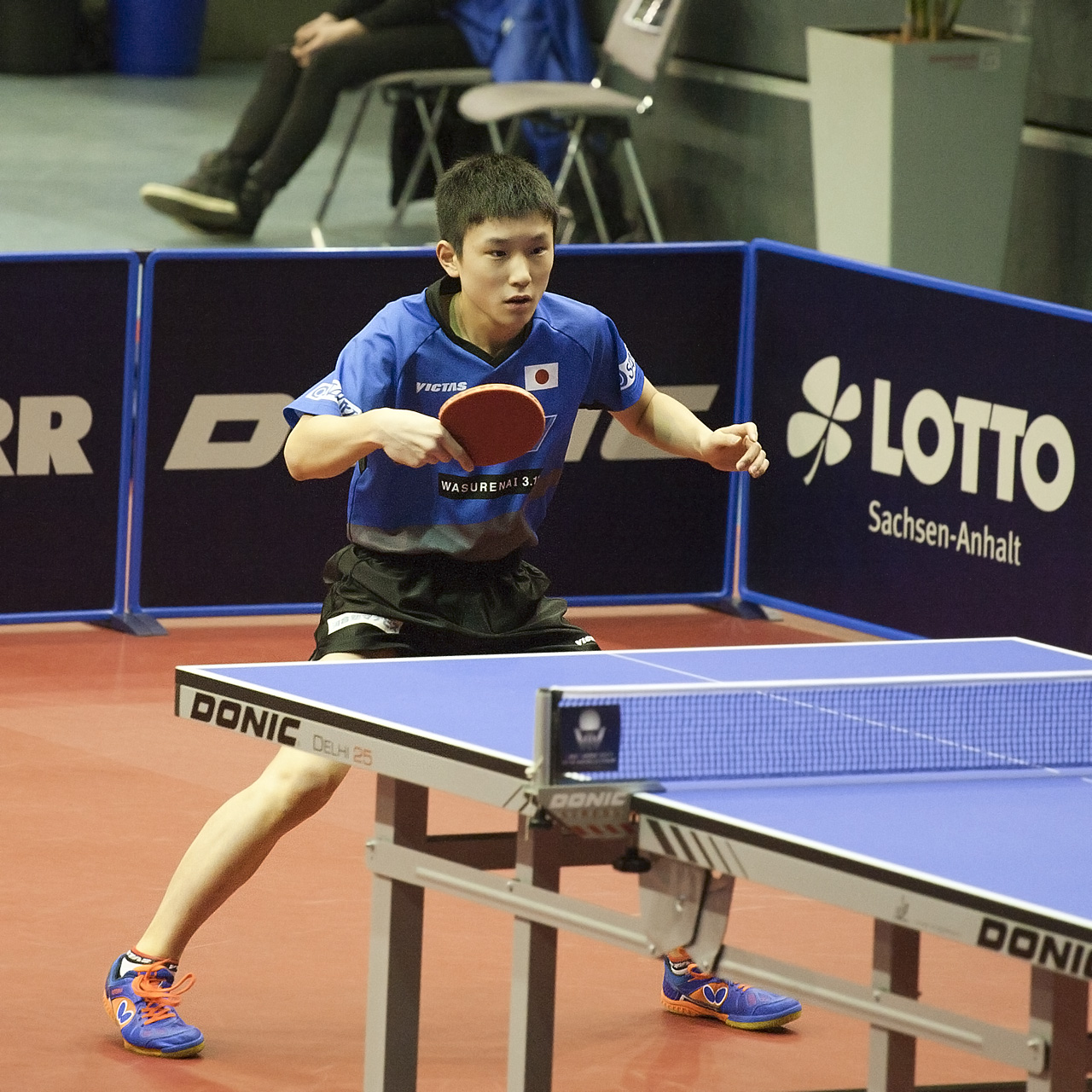
2017ドイツオープンの張本智和

- 平成29年度全日本卓球選手権大会 男子シングルス：優勝、ジュニア男子シングルス：優勝
  - 男女シングルス〈シニア〉通じて史上最年少、史上初の中学生での優勝。
- 第22回ジャパントップ12卓球大会 男子シングルス：準優勝
- ITTFワールドツアー・ジャパンオープン荻村杯（男子シングルス）：優勝

- ITTFワールドツアーグランドファイナル 男子シングルス：優勝
  - 世界史上最年少での優勝。

2019年
- 第23回ジャパントップ12卓球大会 男子シングルス：優勝
- 第24回ジャパントップ12卓球大会 男子シングルス：優勝
- ITTFワールドツアー・香港オープン（男子シングルス）：準優勝
- ITTFワールドツアー•ブルガリアオープン（男子シングルス）：優勝

優勝
- 第24回アジア卓球選手権（男子シングルス）：3位（男子団体）：3位
- ワールドカップ：準優勝

2020年
- 2019年度全日本卓球選手権大会 男子シングルス 準優勝
- ITTFワールドツアー・ハンガリーオープン（男子シングルス）：優勝

2021年
- WTT中東ハブ スターコンテンダー（男子シングルス）：優勝

2022年
- 2022 LION CUP TOP32 ：優勝
- WTTコンテンダーザグレブ（混合ダブルス）：優勝（早田ひなペア）
- WTTチャンピオン ヨーロピアンサマーシリーズ：優勝
- Tリーグ個人戦 男子シングルス：優勝
- 第56回世界卓球選手権団体戦（男子団体）：3位
- WTTカップファイナルズ新郷：準優勝
- 全農CUP TOP32 船橋大会：優勝
- アジアカップ：優勝

2023年
- Tリーグ個人戦 男子シングルス：優勝
- 全日本卓球選手権大会 男子シングルス：準優勝　男子ダブルス：優勝　混合ダブルス：優勝
- WTTスターコンテンダーゴア 男子シングルス：3位　混合ダブルス：3位
- シンガポールスマッシュ 混合ダブルス：準優勝
- WTTチャンピオンズマカオ 男子シングルス：3位
- 2023全農CUP平塚大会 男子シングルス：準優勝
- 世界卓球2023ダーバン 混合ダブルス：準優勝
- 2023全農CUP東京大会 男子シングルス：優勝
- WTTスターコンテンダー蘭州 混合ダブルス：準優勝
- WTTコンテンダーアンタルヤ 混合ダブルス：優勝
- 2023全農CUP大阪大会 男子シングルス：準優勝

2024年
- WTTスターコンテンダードーハ 男子ダブルス：3位
- WTTコンテンダードーハ 男子シングルス：準優勝
- 全日本卓球選手権大会 男子シングルス：優勝　男子ダブルス：準優勝
- シンガポールスマッシュ 混合ダブルス：3位
- ワールドカップ 男子シングルス：3位
- サウジスマッシュ 混合ダブルス：3位
- WTTコンテンダーリオデジャネイロ 混合ダブルス：準優勝
- WTTスターコンテンダーリュブリャナ 混合ダブルス：優勝　男子シングルス：3位
- WTTコンテンダーザグレブ 混合ダブルス：優勝　男子シングルス：3位
- WTTコンテンダーチュニス 混合ダブルス：優勝　男子ダブルス：優勝　男子シングルス：優勝
- WTTスターコンテンダーバンコク 混合ダブルス：優勝　男子ダブルス：優勝　男子シングルス：優勝
- 第27回アジア卓球選手権（男子シングルス）：優勝
- WTTチャンピオンズ モンペリエ 男子シングルス：準優勝
- WTTファイナルズ福岡 男子シングルス：準優勝

2025年
- WTTスターコンテンダードーハ男子シングルス：優勝 男子ダブルス：準優勝
- 全日本選手権 男子シングルス：ベスト４
- WTTチャンピオンズ横浜 男子シングルス：優勝

## 成績
※最高成績

### シングルス
- アジアカップ優勝（2022）

- 世界選手権 ベスト8（2017,2023）
- ITTFワールドツアーグランドファイナル 優勝（2018）
- ITTFワールドツアー 優勝（チェコ2017、ジャパン2018、ブルガリア2019、ハンガリー2020）
- アジア選手権 優勝（2024）
- アジアカップ  準優勝（2019）
- 全日本選手権 優勝（2018、2024）、準優勝（2020、2023）、ベスト4（2019）
- 世界ジュニア選手権 優勝（2016）
- アジアカデット選手権 準優勝（2016）
- 東アジアホープス選手権 優勝（2015）
- 全日本選手権ジュニアの部 優勝（2018）
- ジャパントップ12卓球大会 優勝（2018、2019）
- 全国中学校大会 優勝（2016）
- カデットの部14歳以下 優勝（2016）
- カデットの部13歳以下 優勝（2014、2015）
- ホープスの部 優勝（2014、2015）
- カブの部 優勝（2012、2013）
- バンビの部 優勝（2010、2011）

### ダブルス
- ITTFワールドツアーグランドファイナル ベスト8（2017）
- ITTFワールドツアー 準優勝（中国2017、ドイツ2017）
- 世界ジュニア選手権 準優勝（2016）
- 全日本選手権 優勝（2019、2023）
- カデットの部 3位（2015）

### 混合ダブルス
- 世界選手権 準優勝 （2021、2023）

- 世界ジュニア選手権 ベスト8（2016）
- 全日本選手権 優勝（2022、2023）

### 団体
- 世界卓球選手権 ベスト8（2018）
- ワールドカップ 準優勝（2018）
- アジア選手権 3位（2017）
- 世界ジュニア選手権 優勝（2016）
- アジアカデット選手権 優勝（2016）
- 東アジアホープス選手権 優勝（2013）
- 全日本選手権 準優勝（2016）

### 国際大会決勝
※一般の部のみ

#### 男子シングルス
優勝7、準優勝3
| 結果   | 年.月   | 大会                                 | スコア | 対戦相手               | 公式動画 |
| ------ | ------- | ------------------------------------ | ------ | ---------------------- | -------- |
| 準優勝 | 2017.02 | ITTFワールドツアー・インドOP         | 0-4    | ドミトリ・オフチャロフ |          |
| 優勝   | 2017.08 | ITTFワールドツアー・チェコOP         | 4-2    | ティモ・ボル           |          |
| 優勝   | 2018.06 | ITTFワールドツアー・ジャパンOP       | 4-3    | 張継科                 |          |
| 優勝   | 2018.12 | ITTFワールドツアーグランドファイナル | 4-1    | 林高遠                 |          |
| 準優勝 | 2019.06 | ITTFワールドツアー・香港OP           | 2-4    | 林高遠                 |          |
| 優勝   | 2021.03 | WTT中東ハブスターコンテンダー        | 4-2    | ルーウェン・フィルス   |          |

他、2019ブルガリアオープン優勝、2019ワールドカップ準優勝、2020ハンガリーオープン優勝、2022WTTチャンピオンズハンガリー優勝

#### 男子ダブルス
準優勝2
| 結果   | 年.月   | 大会                         | ペア     | スコア | 対戦相手        | 公式動画 |
| ------ | ------- | ---------------------------- | -------- | ------ | --------------- | -------- |
| 準優勝 | 2017.06 | ITTFワールドツアー・中国OP   | 木造勇人 | 1-3    | 上田仁/吉村真晴 |          |
| 準優勝 | 2017.11 | ITTFワールドツアー・ドイツOP | 木造勇人 | 2-3    | 鄭栄植/李尚洙   |          |

#### 混合ダブルス
優勝1、準優勝1
| 結果   | 年.月   | 大会                       | ペア     | スコア | 対戦相手      | 公式動画 |
| ------ | ------- | -------------------------- | -------- | ------ | ------------- | -------- |
| 準優勝 | 2019.06 | ITTFワールドツアー・日本OP | 早田ひな | 0-3    | 許昕/朱雨玲   |          |
| 優勝   | 2022.06 | WTTコンテンダー・ザグレブ  | 早田ひな | 3-0    | 黃鎮廷/杜凱琹 |          |

### 国内大会決勝
※一般の部のみ

#### 男子シングルス
優勝1、準優勝2
| 結果   | 年.月   | 大会                     | スコア | 対戦相手 |
| ------ | ------- | ------------------------ | ------ | -------- |
| 準優勝 | 2020.01 | 全日本卓球選手権大会     | 3-4    | 宇田幸矢 |
| 優勝   | 2018.01 | 全日本卓球選手権大会     | 4-2    | 水谷隼   |
| 準優勝 | 2018.03 | ジャパントップ12卓球大会 | 2-4    | 水谷隼   |

#### 団体
準優勝1
| 結果   | 年.月   | 大会                 | スコア | 対戦相手 | 対戦チーム |
| ------ | ------- | -------------------- | ------ | -------- | ---------- |
| 準優勝 | 2016.10 | 全日本卓球選手権大会 | 2-3    | 塩野真人 | 東京アート |
| 準優勝 | 2016.10 | 全日本卓球選手権大会 | 2-3    | 張一博   | 東京アート |

### 大会成績一覧
略語の説明
S=男子シングルス、D=男子ダブルス、M=混合ダブルス、T=団体
| W | F | B | #P | QF | #R | RR |

W=優勝、F=準優勝、B=3位、#P=#位（4位以下）、QF=ベスト8、#R=#回戦敗退、RR=ラウンドロビン敗退
| 年   | 世界選手権 | 世界選手権 | 世界選手権 | 世界選手権 | ワールドカップ | ワールドカップ | グランドファイナル | グランドファイナル | アジア選手権 | アジア選手権 | アジア選手権 | 全日本選手権 | 全日本選手権 | 全日本選手権 | トップ12 |
| 年   | S          | D          | M          | T          | S              | T              | S                  | D                  | S            | D            | T            | S            | D            | M            | S        |
| ---- | ---------- | ---------- | ---------- | ---------- | -------------- | -------------- | ------------------ | ------------------ | ------------ | ------------ | ------------ | ------------ | ------------ | ------------ | -------- |
| 2015 |            |            |            |            |                |                |                    |                    |              |              |              | 1R           |              |              |          |
| 2016 |            |            |            |            |                |                |                    |                    |              |              |              | 4R           | 2R           |              |          |
| 2017 | QF         |            |            |            |                |                | QF                 | QF                 | 3R           |              | B            | 4R           | QF           |              | RR       |
| 2018 |            |            |            | QF         | QF             | F              | W                  |                    |              |              |              | W            | B            | 4R           | F        |
| 2019 | 4R         |            |            |            | F              | B              | QF                 |                    |              |              |              | B            | W            | F            | W        |
| 2020 |            |            |            |            | B              |                | 1R                 |                    |              |              |              | F            |              | F            | W        |
| 2021 | 2R         |            | F          |            |                |                |                    |                    |              |              |              | QF           |              |              |          |
| 2022 |            |            |            | B          |                |                |                    |                    |              |              |              | 6R           | F            | W            |          |
| 2023 | QF         |            | F          |            |                |                |                    |                    |              |              |              | F            | W            | W            |          |
| 2024 |            |            |            | QF         | B              |                |                    |                    | W            | QF           | QF           | W            | F            | W            |          |

### 世界ランキング
|        | 1月 | 2月 | 3月 | 4月 | 5月 | 6月 | 7月 | 8月 | 9月 | 10月 | 11月 | 12月 |
| ------ | --- | --- | --- | --- | --- | --- | --- | --- | --- | ---- | ---- | ---- |
| 2015年 |     |     | 307 | 307 | 324 | 305 | 295 | 293 | 301 | 285  | 262  | 223  |
| 2016年 | 215 | 217 | 216 | 204 | 211 | 190 | 63  | 63  | 74  | 77   | 70   | 77   |
| 2017年 | 64  | 69  | 64  | 61  | 69  | 39  | 18  | 20  | 13  | 18   | 16   | 17   |
| 2018年 | 11  | 12  | 13  | 11  | 10  | 10  | 8   | 6   | 8   | 8    | 6    | 5    |
| 2019年 | 3   | 4   | 4   | 4   | 4   | 4   | 4   | 5   | 5   | 5    | 5    | 5    |
| 2020年 | 5   | 5   | 5   | 4   |     |     |     |     |     |      | 4    | 5    |
| 2021年 | 5   | 5   | 4   | 4   | 4   | 4   | 4   | 4   | 4   | 4    | 5    | 5    |
| 2022年 | 5   | 4   | 5   | 5   | 7   | 7   | 4   | 4   | 4   | 5    | 2    | 2    |
| 2023年 | 4   | 4   | 4   | 4   | 4   | 4   | 5   | 4   | 4   | 7    | 11   | 11   |
| 2024年 | 9   | 9   | 9   | 9   | 11  | 11  | 9   | 9   | 9   | 8    | 3    | 3    |
| 2025年 | 3   | 4   | 3   | 4   |     |     |     |     |     |      |      |      |

### Tリーグの成績
| シーズン | 所属チーム         | 背番号 | シングル | シングル | シングル | ダブルス | ダブルス | ダブルス |
| シーズン | 所属チーム         | 背番号 | 出場数   | 勝利数   | 敗戦数   | 出場数   | 勝利数   | 敗戦数   |
| -------- | ------------------ | ------ | -------- | -------- | -------- | -------- | -------- | -------- |
| 2018-19  | 木下マイスター東京 | #17    | 23       | 17       | 6        | 2        | 0        | 2        |
| 2019-20  | 木下マイスター東京 | #17    | 11       | 7        | 4        | 2        | 0        | 2        |
| 2020-21  | 木下マイスター東京 | #17    | 19       | 16       | 3        | 0        | 0        | 0        |
| 2021-22  | 木下マイスター東京 | #17    | 12       | 8        | 4        | 2        | 1        | 1        |
| 2022-23  | 琉球アスティーダ   | #6     | 15       | 13       | 2        | 8        | 6        | 2        |
| 2023-24  | 琉球アスティーダ   | #6     | 17       | 14       | 3        | 0        | 0        | 0        |
| 2024-25  | 琉球アスティーダ   | #6     |          |          |          |          |          |          |

## 記録

### 最年少記録
- ITTFワールドツアー アンダー21男子シングルス 優勝 12歳
- 世界ジュニア選手権シングルス 優勝 13歳163日
- 世界選手権シングルス ベスト8 13歳
- ITTFワールドツアー 男子シングルス 優勝 14歳61日
- 全日本卓球選手権大会 男子シングルス 優勝 14歳6か月
- ITTFワールドツアーグランドファイナル 優勝 15歳172日

## 受賞
- 宮城県仙台市「賛辞の盾」および「特別表彰」[55]
- JOCスポーツ賞 新人賞 2016[6]
- 上月スポーツ賞（2017年）
- ITTFスターアワード ブレークスルースター賞（2017）
- 毎日スポーツ人賞 特別賞（2017年）[56]

## 代表歴
ホープス日本代表
- 東アジアホープス選手権 2013-2015

ジュニア日本代表
- アジアカデット選手権 2016
- 世界ジュニア選手権 2016

卓球日本代表
- アジア選手権 2017
- 世界選手権 2017、2018、2019
- ワールドカップ 2018
- アジアカップ 2018、2019

## メディア出演

### CM
- 学研「学研教室」（2018年 - ）[57]

### テレビ番組
- めざせ!2020年のオリンピアン〜東京五輪の原石たち〜
  - #9「卓球11歳天才とエース水谷が真剣ラリー」（2014年8月3日、NHK）[58]
  - #50「世紀のガチンコ対決！卓球天才少年 vs 世界王者」（2015年12月15日、NHK）[59]
- SPORTSウォッチャー
  - 卓球13歳天才少年張本智和が史上最年少優勝へ！（2017年2月20日、テレビ東京）[60]
  - 世界卓球特集!日本代表13歳の天才少年に注目！（2017年5月22日、テレビ東京）[61]
- みらいのつくりかた（2017年5月25日、テレビ東京）[62]
- 卓球ニッポン新時代 〜世界一への扉〜（2017年9月23日、BSテレ東）[63]
- めざせ！オリンピアン「大成長した新星と再会スペシャル」（2019年3月3日、NHK BS1）[64]
- スポーツ×ヒューマン 「The Road 2020夏 そして 卓球 伊藤美誠 張本智和」（2020年7月27日、NHK BS1）[65]
- 卓球ジャパン!（BSテレ東）
  - 【日本のエース！張本智和スペシャル！】（2021年4月17日）[66]
  - 【張本智和スペシャル！】（2021年7月17日）[67]
  - 【張本智和特集！】（2022年4月2日）[68]
  - 【張本智和・美和 兄妹でスタジオ登場！】（2022年8月27日）[69]
  - 【エースの系譜！水谷隼が張本智和を語り尽くす！】（2023年1月28日）[70]
- 卓球ニッポン金メダルへの絆 ～涙と笑顔と結束と 完全密着4317日～（2024年6月9日、テレビ東京）[71]

### バラエティー
- ビートたけしのスポーツ大将2015～ナインティナインも参戦スペシャル～（2015年3月22日、テレビ朝日）- スーパーキッズとして出演[72][73]
- 上田晋也の日本メダル話（2016年1月15日、日本テレビ）[74]
- ミライ☆モンスター
  - #94（2016年2月28日、フジテレビ）[75]
  - #142（2017年2月19日、フジテレビ）[76]
  - #480（2024年1月7日、フジテレビ）[77]
- 中居正広の5番勝負（2018年4月3日、日本テレビ）[78]
- ジャンクSPORTS
  - 注目選手続々!卓球SP（2019年2月17日、フジテレビ）[79]
  - 緊急生放送で東京五輪メダリスト集結！舞台裏を大告白SP（2021年8月9日、フジテレビ）[80]
  - チョレイクレープ”試作に挑戦！（2021年11月7日、フジテレビ）[81]
  - カートに詰め放題（2021年11月14日、フジテレビ）[82]
- 中居正広の4番勝負（2019年3月13日、日本テレビ）[83]
- 中居正広のスポーツ! 号外スクープ狙います! 東京オリンピックSP（2021年8月15日、テレビ朝日）[84]

## スポンサー
- TOYOTA
- FPG
- 学研
- CISCO
- BUTTERFLY
- 張本卓球場